# لکوپوئز
لکوپوئز (انگلیسی: Leukopoiesis) شکلی از خون‌سازی است که در آن گلبول های سفید خون (WBC یا لکوسیت‌ها) در مغز استخوان واقع در استخوان در بزرگسالان و اندام‌های خونساز در جنین تشکیل می‌شوند. گلبول‌های سفید، در واقع همه سلول‌های خونی، از تمایز سلول‌های بنیادی خونساز پرتوان تشکیل می‌شوند که باعث ایجاد چندین رده سلولی با پتانسیل تمایز نامحدود می‌شوند.  این رده‌های سلولی فوری یا مستعمرات، پیش‌ساز گلبول‌های قرمز (گلبول‌های قرمز)، پلاکت‌ها (مگاکاریوسیت‌ها) و دو گروه اصلی WBC، میلوسیت‌ها و لنفوسیت‌ها هستند. بر اساس تاریخچه بیماری‌های لوسمیک همراه، به دو گروه اصلی حاد و مزمن تقسیم می‌شود. بروز لوسمی های مزمن و حاد در مردان بیشتر از زنان است.